# Chodov (stacja metra)
Chodov – stacja linii C metra praskiego (odcinek II.C), położona w dzielnicy o tej samej nazwie, pod ulicą Roztylską i centrum handlowym Chodov, które obecnie jest rozbudowywane.
Otwarta została pod nazwą Budovatelů (Budowlańców; w pobliżu stacji znajduje się pomnik budowniczych metra), obecna została nadana 22 lutego 1990 roku.